# REAL Records
REAL Records — российский лейбл звукозаписи, существовавший с 1999 по 2018 год. Компания также выпускала альбомы под торговыми марками Iceberg Music и «Зажигай Мьюзик».

## История
Компания образована 17 февраля 1999 года на месте ОРТ Рекордс. Основателями компании были Руперт Мёрдок, Борис Березовский и Михаил Козырев, на тот момент уже генеральный директор «Нашего радио». Наряду с ТВ-6, ОРТ, «Нашим радио», «Коммерсантом» и «Независимой газетой», REAL Records вошла в медиаимперию Бориса Березовского.
Самым первым генеральным директором являлся Константин Эрнст, вскоре его сменила Алёна Михайлова. Эрнст же продолжил курировать деятельность компании, став её президентом. Партнёрами компании с самого начала являлись «Первый канал» и «Наше радио». С апреля 2001 по декабрь 2003 года в ночном эфире ОРТ/«Первого канала» существовала телевизионная программа «Реальная музыка» о последних новостях музыки с демонстрацией музыкальных клипов, выпускавшаяся при непосредственном участии REAL Records. В конце 2003 года она прекратила своё существование из-за низких рейтингов.
В том же году компания была продана «Первому каналу», а Алёна Михайлова ушла с занимаемой должности по собственному желанию. В 2004 году генеральным директором стал муж Валерии и продюсер «Фабрики звёзд» Иосиф Пригожин.
После ухода в 2005 году с «Нашего радио» Михаила Козырева компания стала принадлежать Константину Эрнсту. Он же стал и её руководителем. С 2007 года входила в группу компаний «Красный квадрат». С конца 2009 года генеральным директором лейбла являлся солист музыкальной группы «Руки Вверх!» Сергей Жуков.
Последние альбомы, выпущенные лейблом, датируются концом 2010 года. 5 февраля 2018 года организация была официально ликвидирована.

## Подразделения компании
Первоначально компания состояла из трёх подлейблов: собственно REAL Records, Iceberg Music и Зажигай Мьюзик. К 2004 году такого разделения уже не существовало.

## Продукция
Компания занималась выпуском альбомов рок- и поп-артистов, музыкальных компиляций. На REAL Records выпускались альбомы артистов, крутившихся или являвшихся потенциальными кандидатами в эфир «Нашего радио» и MAXIMUM, а также сборники, наибольшую известность получили сборники серии «Нашествие», а также «Кинопробы» (трибьют «Кино»). На Iceberg Music и Зажигай Мьюзик издавались альбомы музыкантов, как правило, не попадавших в эфир Нашего или MAXIMUM ни в каком отношении, а также сборники с преобладанием подобного репертуара. Исключения — «Наши лучшие дни» Владимира Кузьмина 1999 года, «Там, где я не был» Александра Маршала и «Ты стала другой» группы «Лицей» 2000 года (крутились в эфире Нашего), «Вверх. Часть 2» 2000 года группы «Амега» (по Нашему крутились только песни с дебютного альбома), «Disc & Jockey Remixes» группы «Hi-Fi» (остальное издано на REAL Records, коллектив крутился по Нашему). Также компания издала 5 альбомов Татьяны Булановой («Стая», «Летний сон», «Мой сон», «Золото любви», «Это игра»).
С 1999 по 2005 год ролики всех выпускаемых альбомов лейбла также показывались в рекламных перерывах на родственных каналах ОРТ (затем на «Первом канале») и (до 2002 года) ТВ-6.